# Ecstasy: Three Tales of Chemical Romance
Ecstasy: Three Tales of Chemical Romance är en samling av tre litterära verk skrivna av den skotske författaren Irvine Welsh. Samlingen innehåller Lorraine Goes to Livingston, Fortune's Always Hiding och The Undefeated. Samlingen är inspirationen till namnet på gruppen My Chemical Romance.